# 윌리엄 새들러
윌리엄 새들러(William Sadler, 1950년 4월 13일 ~ )는 미국의 배우이다.

## 출연 작품
- 쇼생크 탈출
- 이글 아이
- 어거스트 러쉬
- 그린 마일
- 살렘스 롯 - 파킨스 길레스피 경관 역